# Aethiophysa
Aethiophysa es un género de polillas de la familia Crambidae. Fue descrito por primera vez por Eugene G. Munroe en 1964.

## Especies
- Aethiophysa acutipennis
- Aethiophysa consimilis
- Aethiophysa crambidalis
- Aethiophysa delicata
- Aethiophysa dichordalis (Hampson, 1912)
- Aethiophysa dimotalis
- Aethiophysa dualis
- Aethiophysa extorris (Warren, 1892)
- Aethiophysa falcatalis
- Aethiophysa invisalis (Guenée, 1854)
- Aethiophysa savoralis (Schaus, 1920)
- Aethiophysa surinamensis